# Titolo di segnalamento
Un titolo di segnalamento è un titolo adottato dal capo di una Casa Reale in quanto pretendente a un trono.
In quanto implicante una rivendicazione di sovranità su un territorio, questo tipo di titolo è anche conosciuto come titolo di pretensione, benché alcuni autori preferiscano riservare questa denominazione per i titoli utilizzati a scopo rivendicativo dai monarchi regnanti.
Secondo Vicente de Cadenas, fondatore della rivista Hidalguía, questo tipo di titoli «hanno la proprietà di schermare sotto la propria denominazione la persona regale che li adotta, e per lei e i suoi sostenitori assumono un valore identico alla denominazione di Re».
Un esempio di titolo di segnalamento è quello di "duca di Calabria", usato da Pietro di Borbone-Due Sicilie come capo della Real Casa delle Due Sicilie.